# Çatalca
Çatalca (altgriechisch Ἐργίσκη Ergískē, später griechisch Μέτραι Metrae) ist eine Stadtgemeinde (Belediye) im gleichnamigen Ilçe (Landkreis) der Provinz Istanbul in der türkischen Marmararegion und gleichzeitig ein Stadtbezirk der 1984 gebildeten Büyükşehir belediyesi İstanbul (Großstadtgemeinde/Metropolprovinz). Çatalca liegt auf der europäischen Seite von Istanbul und ist seit der Gebietsreform ab 2013 flächen- und einwohnermäßig identisch mit dem Landkreis.

## Geografie
Der Landkreis/Stadtbezirk ist der größte von Istanbul und liegt im äußersten Nordwesten der Provinz/Büyükşehir. Er grenzt im Westen an die Provinz Tekirdağ, im Südwesten an den 1928 abgetrennten Kreis Silivri, im Süden an den 1987 abgeteilten Kreis Büyükçekmece sowie im Osten an den 2008 abgetrennten Kreis Arnavutköy. Die über 40 Kilometer lange Küstenlinie am Schwarzen Meer bildet im Norden eine natürliche Grenze.
Auf Grund der Flächengröße und der geringen Bevölkerung hat der Kreis/Stadtbezirk die zweitniedrigste Bevölkerungsdichte der Istanbuler Stadtbezirke (~ 72 Einw./km²).

## Verwaltung
Çatalca existierte schon bei Gründung der Türkischen Republik (1923). Zur ersten Volkszählung im Oktober 1927 hatte der Kreis (Kaza) 50.615 Einwohner (auf 2.525 km² Fläche) in 138 Ortschaften, der Verwaltungssitz Tchataldja (damalige, an das französisch angelehnte Schreibweise in der Dokumentation) hatte 3.142 Einwohner, 47.473 Einwohner lebten in den Dörfern. 1935 war die Zahl der Dörfer schon auf 73 halbiert worden (1940 und 1945: 68, 1950: 65).
(Bis) Ende 2012 bestand der Landkreis aus der Kreisstadt sowie 27 Dörfern (Köy), die während der Verwaltungsreform 2013/2014 in Mahalle (Stadtviertel/Ortsteile) überführt wurden. Die neun existierenden Mahalle der Kreisstadt blieben erhalten. Durch Herabstufung der Dörfer zu Mahalle stieg deren Anzahl auf 39 an. Ihnen steht ein Muhtar als oberster Beamter vor.
Ende 2020 lebten durchschnittlich 1.922 Menschen in jedem Mahalle, 26.147 Einw. im bevölkerungsreichsten (Ferhatpaşa Mah.).

## Bevölkerung
Die linke Tabelle zeigt die Ergebnisse der Volkszählungen, die E-Books der Originaldokumente entnommen wurden. Diese können nach Suchdateneingabe von der Bibliotheksseite des TÜIK heruntergeladen werden.
Die rechte Tabelle zeigt die Bevölkerungsfortschreibung des Kreises/Stadtbezirks Çatalca. Die Daten wurden durch Abfrage über das MEDAS-System des Türkischen Statistikinstituts TÜIK nach Auswahl des Jahres und der Region ermittelt.
| Volkszählungsergebnisse | Volkszählungsergebnisse | Volkszählungsergebnisse | Volkszählungsergebnisse |
| Jahr                    | Landkreis               | Kreisstadt              | Ländlicher Anteil (%)   |
| ----------------------- | ----------------------- | ----------------------- | ----------------------- |
| 1927                    | 50.615                  | 3.142                   | 6,21                    |
| 1935                    | 42.218                  | 4.837                   | 11,46                   |
| 1940                    | 71.393                  | 10.021                  | 14,04                   |
| 1945                    | 88.894                  | 22.141                  | 24,91                   |
| 1950                    | 48.346                  | 3.734                   | 7,72                    |
| 1955                    | 63.334                  | 7.516                   | 11,87                   |
| 1960                    | 60.944                  | 5.674                   | 9,31                    |
| 1965                    | 62.005                  | 5.811                   | 9,37                    |
| 1970                    | 69.523                  | 6.884                   | 9,90                    |
| 1975                    | 71.459                  | 7.693                   | 10,77                   |
| 1980                    | 89.057                  | 7.988                   | 8,97                    |
| 1985                    | 117.380                 | 10.470                  | 8,92                    |
| 1990                    | 64.241                  | 11.550                  | 17,98                   |
| 2000                    | 81.589                  | 15.779                  | 19,34                   |

| Fortschreibungsergebnisse | Fortschreibungsergebnisse | Fortschreibungsergebnisse | Fortschreibungsergebnisse                             |
| Jahr                      | Landkreis                 | Kreisstadt                | Ländlicher Anteil (%)                                 |
| ------------------------- | ------------------------- | ------------------------- | ----------------------------------------------------- |
| 2007                      | 89.158                    | 27.807                    | 31,19                                                 |
| 2008                      | 62.339                    | 35.995                    | 57,74                                                 |
| 2009                      | 63.277                    | 36.544                    | 57,75                                                 |
| 2010                      | 62.001                    | 35.337                    | 56,99                                                 |
| 2011                      | 63.379                    | 36.592                    | 57,74                                                 |
| 2012                      | 63.467                    | 36.863                    | 58,08                                                 |
| 2013                      | 65.811                    | 65.811                    | Die Dörfer wurden aufgelöst und in Mahalle überführt. |
| 2014                      | 67.843                    | 67.843                    | Die Dörfer wurden aufgelöst und in Mahalle überführt. |
| 2015                      | 67.329                    | 67.329                    | Die Dörfer wurden aufgelöst und in Mahalle überführt. |
| 2016                      | 68.935                    | 68.935                    | Die Dörfer wurden aufgelöst und in Mahalle überführt. |
| 2017                      | 69.057                    | 69.057                    | Die Dörfer wurden aufgelöst und in Mahalle überführt. |
| 2018                      | 72.966                    | 72.966                    | Die Dörfer wurden aufgelöst und in Mahalle überführt. |
| 2019                      | 73.718                    | 73.718                    | Die Dörfer wurden aufgelöst und in Mahalle überführt. |
| 2020                      | 74.975                    | 74.975                    | Die Dörfer wurden aufgelöst und in Mahalle überführt. |

## Geschichte
Çatalca wurde im Jahre 1371 von Sultan  Bayezit dem I. erobert und erhielt von den Eroberern den neuen Namen „Çatalburgaz“. Ende des 16. Jahrhunderts ließ der Großwesir Ferhad Pascha Çatalca ausbauen, und Mimar Sinan errichtete die Ferhad-Pascha-Moschee.
Während des Ersten Balkankrieges 1912–1913 verlief östlich die Frontlinie (die Çatalca-Linie, auch Tschtataldscha-Linie) zwischen der bulgarischen und osmanischen Armee. Im Sturm auf Konstantinopel, erfolgt gegen den Willen des Generalstabschefs Iwan Fitschew, wurde die von der Cholera geschwächte bulgarische Armee in der Schlacht von Çatalca gestoppt. Bis 1924 war die Bevölkerung gemischt, jedoch mehrheitlich griechisch. İstanbul bezieht sein Trinkwasser zu einem bedeutenden Teil aus dem Büyükçekmece-Stausee in Çatalca.
Bis 1926 war Çatalca eine eigenständige Provinz (Vilâyet). Mit der Verordnung vom 26. Juni 1926 wurde es zu einem Landkreis heruntergestuft und der Provinz Istanbul angeschlossen.
Die im Stadtlogo/Stadtwappen vorhandene Jahreszahl (1923) dürfte auf das Jahr der Ernennung zur Stadtgemeinde (Belediye) hinweisen – als einen der ersten Orte in der neugegründeten Republik.

## Sehenswürdigkeiten
- Die Ferhad-Pascha-Moschee
- Der Anastasius-Wall aus dem frühen 6. Jahrhundert
- Das historische Hamam

## Sonstige Bauwerke
- 226 Meter hoher Sendemast zur Verbreitung eines Radioprogramms auf der Mittelwellenfrequenz 702 kHz mit 600 kW-Leistung

## Verkehr
Der Bahnhof von Çatalca liegt an der Bahnstrecke İstanbul Sirkeci–Swilengrad.